# Jaume Vives
Jaume Vives Vives (Barcelona, 5 de junio de 1992) es un periodista, activista y escritor español.

## Biografía
Su padre es arquitecto y su madre, funcionaria. Durante los veranos se trasladaba a la masía de los abuelos, muy vinculados a la agrupación de castells de la Colla Vella dels Xiquets de Valls (Tarragona).
Durante su adolescencia, pese a estudiar en un colegio religioso, se alejó de los valores cristianos llegando a un gran vacío interior.
A los catorce años abandonó la casa familiar y vivió en casas de amigos y en portales. Una noche encontró a los Jóvenes de san José, que estaban ayudando a indigentes, y comenzó el camino de su conversión. Tiempo después viajó a Medjugorje, donde se confesó después de varios años. Su conversión fue paulatina.
Se licenció en Ciencias Políticas en la Universidad de Barcelona y en Periodismo en la Universidad Abad Oliva CEU.
A los veintidós años decidió trasladarse al Líbano. Allí tuvo la oportunidad de entrevistar a varios refugiados cristianos sirios e iraquíes que huían del yihadismo, y cuya fe le impresionó. Allí vio por sí mismo el genocidio que sufren miles de cristianos.
En 2011 Vives fundó el periódico digital El Prisma, y la revista Antorcha.
En 2015 realizó un viaje a Irak, acompañado por su hermana, su prima y unos amigos, para filmar el documental Guardianes de la fe que ha sido proyectado en diversos cines, colegios, y festivales de España, México e Italia.
En 2017, decidió responder al Proceso soberanista de Cataluña de 2012-2022, con una cacerolada de protesta, desde el balcón de su casa en Barcelona, con canciones de Manolo Escobar. Poco después apadrinó con el escritor Albert Boadella, la plataforma «Tabarnia», de la que es su portavoz.
Desde 2020 se manifestó a través de la plataforma "Vividores", bajo el patrocinio y colaboración de HazteOir.org, contra la Ley Orgánica de Regulación de la Eutanasia frente al Palacio de las Cortes, sede de el Congreso de los Diputados.
En 2023 dirigió la campaña de la Asociación Católica de Propagandistas, "Si la Navidad es mentira, todo es mentira". Publica habitualmente en el diario digital El Debate.
Tras Inundaciones de la DANA de 2024 convocó por X y Telegram, dando las localizaciones exactas donde finalmente se produjeron los incidentes del 3 de noviembre, a la turba que agredieron al por entonces presidente de España, Pedro Sánchez.

## Posiciones
Reconocido cristofascista, el director del diario digital El Prisma es defensor de planteamientos como el de que el «El Islam y la Ideología de Género son el principal instrumento de Satanás de nuestro tiempo»;
Vives (o su ideario) ha sido descrito además de como islamófobo, como «homófobo, machista y xenófobo» por distintas voces. Vives ha rechazado estos extremos, afirmando que no odia a nadie.

## Obras
- Las putas comen en la mesa del rey (2013)
- Pobres pobres (2014)
- Guardianes de la fe (2015)
- Viaje al horror del Estado Islámico (2015)
- Tabarnia: la pesadilla de los indepes (2018)
- Los demonios del padre Joan (2021). Ed.: LibrosLibres. ISBN: 9788412449402